# Немецко-русская практическая транскрипция
При передаче немецких собственных имён за основу берётся литературный немецкий язык (нем. Bühnenaussprache), так же как это делается при транскрипции на русский язык немецких географических названий. В связи с этим не следует учитывать при транскрибировании диалектальные особенности немецкого произношения. Ударение в немецких словах в большинстве случаев тяготеет к первому корневому слогу, однако его надо каждый раз проверять по источникам. Для букв ä, ö, ü, ß существуют альтернативные написания ae, oe, ue, ss.

## Таблица передачи
| Написание | Случай | Передача                                                               | Примеры                                                                                    |
| --------- | --- | ---------------------------------------------------------------------- | ------------------------------------------------------------------------------------------ |
| a, aa, ah | основной вариант | а                                                                      | Barbara → Барбара; Aachen → Ахен                                                           |
| a, aa, ah | в конце слова после i | я                                                                      | Maria → Мария; Borussia → Боруссия                                                         |
| ä, äh     | после согласных | е                                                                      | Käthe → Кете; Dähre → Дере                                                                 |
| ä, äh     | в начале слова и после гласных | э                                                                      | Ärzen → Эрцен                                                                              |
| äu        | | ой                                                                     | Häusler → Хойслер                                                                          |
| ae        | обычно заменяет букву ä и так же и передаётся | э/е                                                                    | Aeschenbacher → Эшенбахер Baedeker → Бедекер                                               |
| ae        | в некоторых названиях севера Германии (см. фонетические источники)                                                                                       | а                                                                      | Laer → Лар                                                                                 |
| ai, ay    | | ай                                                                     | Aichinger → Айхингер; Aystetten → Айштеттен                                                |
| b         | | б                                                                      | Bach → Бах                                                                                 |
| c         | перед согласными | к                                                                      | Clemens → Клеменс                                                                          |
| c         | перед a, o, u | к                                                                      | Caspar → Каспар                                                                            |
| c         | перед e, i | ц                                                                      | Cilli → Цилли                                                                              |
| ch        | обычно | х                                                                      | Erich → Эрих                                                                               |
| ch        | в заимствованных словах — по произношению языка-оригинала                                                                                                | ш, ч, к и т. п.                                                        | Charlotte → Шарлотта                                                                       |
| ch        | в начале слова, если обозначает звук [k] (согласно фонетическим материалам)                                                                              | к                                                                      | Chiemsee → Кимзе Christian → Кристиан                                                      |
| chh       | традиционный вариант | хг                                                                     | Buchholz → Бухгольц; Eichhorn → Айхгорн                                                    |
| chh       | современный вариант | хх                                                                     | Hochhuth → Хоххут; Eichhorn → Айххорн                                                      |
| chs       | если звучит [ks] | кс                                                                     | Achslach → Акслах Weichselboden → Вайксельбоден                                            |
| ck        | | к                                                                      | Dick → Дик                                                                                 |
| ck        | между гласными, а по правилам передачи географических названий — всегда                                                                                  | кк                                                                     | Becker → Беккер Lembeck → Лембекк, Mickhausen → Миккхаузен, Glücksburg → Глюкксбург        |
| d, dh     | | д                                                                      | Dolmar → Дольмар; Dhron → Дрон                                                             |
| e, ee, eh | после согласных или i, y, eu, äu | е                                                                      | Andreas → Андреас; Spree → Шпре; Hofsee → Хофзе; Weihenstephan → Вайенштефан               |
| e, ee, eh | в начале слова или второй части составного названия, а также после гласных (кроме i, y, eu, äu)                                                          | э                                                                      | Erkner → Эркнер; Bauer → Бауэр; Eisenerzer Alpen → Айзенэрцер-Альпен                       |
| ei        | | ай                                                                     | Beier → Байер                                                                              |
| eu        | | ой                                                                     | Eulenberg → Ойленберг                                                                      |
| ey        | | ай                                                                     | Meyrink → Майринк; Heyda → Хайда                                                           |
| f         | | ф                                                                      | Falkenberg → Фалькенберг                                                                   |
| g         | | г                                                                      | Grimm → Гримм                                                                              |
| gk        | | г, гк                                                                  | Burgkmair → Бургмайр                                                                       |
| h         | если произносится | х                                                                      | Hörnle → Хёрнле                                                                            |
| h         | в конце слова (кроме ph), в rh, th, gh (если только h не принадлежит к другому слогу: Diet-harz → Дитхарц), между гласной и согласной, между гласной и e | не передаётся                                                          | Behling → Белинг, Ehenfeld → Ээнфельд; Hohenlohe → Хоэнлоэ                                 |
| h         | устаревшая традиционная передача | г                                                                      | Händel → Гендель, Hamburg → Гамбург                                                        |
| i, ih     | в начале слова и после согласных | и                                                                      | Inn → Инн                                                                                  |
| i, ih     | после гласных в нисходящих дифтонгах | й                                                                      | Rainer → Райнер                                                                            |
| ie, ieh   | | и                                                                      | Diez → Диц; Biehla → Била                                                                  |
| ie, ieh   | если гласные относятся к разным слогам (часто перед n)                                                                                                   | ие                                                                     | Marienberg → Мариенберг                                                                    |
| j         | в начале слова и после гласных | ja → я, jä → е, je → е, ji → йи, jo → йо, jö → йё, ju → ю, jü → йю     | Jade → Яде, Jehserig → Езериг, Jöhstadt → Йёштадт, Jiedlitz → Йидлиц, Bujendorf → Буендорф |
| j         | после согласных в середине слова | ja → ья, jä → ье, je → ье, ji → ьи, jo → ьо, jö → ьё, ju → ью, jü → ью | Anjun → Аньюн, Niedernjesa → Нидерньеза                                                    |
| j         | после согласных на стыке корней | ja → ъя, jä → ъе, je → ъе, ji → йи, jo → йо, jö → йё, ju → ъю, jü → йю | Oberjettingen → Оберъеттинген, Altjürden → Альтйюрден                                      |
| k         | | к                                                                      | Kalksee → Калькзе                                                                          |
| l         | перед гласными | л                                                                      | Landsberg → Ландсберг                                                                      |
| l         | в конце слова и перед согласными | ль                                                                     | Wulf → Вульф                                                                               |
| ll        | между гласными | лл                                                                     | Ellerbach → Эллербах                                                                       |
| ll        | в конце слова, на слогоразделе и перед согласными | лль                                                                    | Böll → Бёлль; Tellkoppe → Теллькоппе                                                       |
| m         | | м                                                                      | Magdeburg → Магдебург                                                                      |
| n         | | н                                                                      | Nebel → Небель                                                                             |
| -mann     | | -ман                                                                   | Naumann → Науман                                                                           |
| o, oo, oh | | о                                                                      | Oltes → Ольтес; Koopmann → Копман; Ohne → Оне                                              |
| ö, öh     | в начале слова | э                                                                      | Öttinger → Эттингер                                                                        |
| ö, öh     | в остальных случаях | ё                                                                      | Köpenick → Кёпеник; Ahrenviöl → Аренфиёль                                                  |
| oe        | когда заменяет букву ö | э или ё (см. ö)                                                        | Oetker → Эткер; Oelze → Эльце                                                              |
| oe        | в некоторых названиях севера Германии ([oː]) | о                                                                      | Itzehoe → Итцехо                                                                           |
| oe        | когда обозначает два гласных звука | раздельно по общим правилам                                            |                                                                                            |
| oi        | общее правило | ой                                                                     | Oie → Ойе                                                                                  |
| oi        | в некоторых названиях севера Германии ([oː]) | о                                                                      | Loitsche → Лоче                                                                            |
| oy        | | ой                                                                     | Oybin → Ойбин                                                                              |
| p         | | п                                                                      | Papststein → Папстштайн                                                                    |
| ph        | в большинстве случаев | ф                                                                      | Joseph → Йозеф; Ephraim → Эфраим                                                           |
| ph        | на стыке корней | пх                                                                     | Alphütte → Альпхютте                                                                       |
| qu        | | кв                                                                     | Quedlinburg → Кведлинбург                                                                  |
| r         | | р                                                                      | Regenberger → Регенбергер                                                                  |
| rh        | | р                                                                      | Starhemberg → Штаремберг                                                                   |
| s         | перед гласными | з                                                                      | Semper → Земпер                                                                            |
| s         | в конце слова и перед согласными (кроме буквосочетаний ниже)                                                                                             | с                                                                      | Hans → Ханс; «Handelsblatt» → «Хандельсблатт»                                              |
| sch       | | ш                                                                      | Schiller → Шиллер                                                                          |
| schtsch   | | щ                                                                      | Schtschedrin → Щедрин                                                                      |
| sp        | | шп в начале слова (или части сложного слова), иначе сп                 | «Spiegel» → «Шпигель»                                                                      |
| st        | | шт в начале слова (или части сложного слова), иначе ст                 | Strausberg → Штраусберг, Mutterstadt → Муттерштадт                                         |
| ss        | обычно (после краткой гласной) | сс или с (см. также примечание об удвоении)                            | Lessing → Лессинг                                                                          |
| ss        | если ss заменяет ß после долгой гласной | с                                                                      | Grossringe → Гросринге, Vohenstrauss → Фоэнштраус                                          |
| ss        | на стыке частей сложного слова | раздельно по общим правилам                                            | Ludwigsstadt → Людвигсштадт                                                                |
| ß         | | с                                                                      | Großbarkau → Гросбаркау                                                                    |
| t         | | т                                                                      | Trude → Труде                                                                              |
| th        | | т                                                                      | Theo → Тео                                                                                 |
| th        | на стыке частей сложного слова | тх                                                                     | Dietharz → Дитхарц                                                                         |
| tion      | | цион                                                                   | «Nationalzeitung» → «Национальцайтунг»                                                     |
| tsch      | | ч                                                                      | Tatschow → Тачов                                                                           |
| tsch      | на стыке частей сложного слова | тш                                                                     | Altschul → Альтшуль                                                                        |
| tz        | между гласными | тц                                                                     | Marchwitza → Мархвитца                                                                     |
| tz        | в остальных случаях, а также в прилагательных, образованных от названий на -tz                                                                           | ц                                                                      | Buckowitz → Букковиц; Glewitzer Bodden → Глевицер-Бодден                                   |
| tzsch     | | ч                                                                      | Netzsch → Неч; Tzscheetzsch → Чеч                                                          |
| tzsch     | устаревшая традиционная транскрипция | цш                                                                     | Nietzsche → Ницше                                                                          |
| u, uh     | | у                                                                      | Uhlberg → Ульберг; Ulm → Ульм                                                              |
| ü, üh     | в начале слова | и                                                                      | Überweg → Ибервег                                                                          |
| ü, üh     | в остальных случаях | ю                                                                      | Klützer → Клютцер                                                                          |
| ue        | если обозначает звук [y] | см. ü                                                                  | Uenze → Инце                                                                               |
| ue        | если обозначает два гласных звука | по общим правилам                                                      | Adenauer → Аденауэр                                                                        |
| ui        | если обозначает звук [y] | см. ü                                                                  | Duisburg → Дюсбург (традиц. Дуйсбург)                                                      |
| ui        | в остальных случаях | по общим правилам                                                      | Duingen → Дуинген                                                                          |
| v         | | ф                                                                      | Volkmar → Фолькмар                                                                         |
| v         | в заимствованиях и некоторых названиях севера Германии, когда обозначает звук [v]                                                                        | в                                                                      | Avenarius → Авенариус, Kleve → Клеве                                                       |
| w         | | в                                                                      | Wagner → Вагнер; Treptow → Трептов                                                         |
| x         | | кс                                                                     | Axel → Аксель; Xaver → Ксавер                                                              |
| y, yh     | | и                                                                      | Thyssen → Тиссен; Ryck → Рик                                                               |
| z         | | ц                                                                      | Zeidler → Цайдлер; Zwickau → Цвиккау                                                       |
| zsch      | если не на стыке частей сложного слова | ч                                                                      | Zschopau → Чопау                                                                           |

## Дополнительные замечания
- В географических названиях удвоенные немецкие согласные передаются удвоенными русскими в положении между гласными и в конце слова после гласных (в том числе в составных названиях в конце первого компонента); перед согласными и после согласных в русской передаче оставляется лишь одна из удвоенных согласных[8]. При передаче других имён и названий по современным правилам удвоение согласных сохраняется везде (исключение — суффикс -mann)[9].
- До 1974 года было принято сочетания ei, eu, äu передавать как ей после согласных, эй в начале слова и после гласных. Этой системе следуют такие традиционные варианты передачи, как Бретшнейдер, Вейдемейер, Веймар, Гейдельберг, Гейдрих, Гейне, Зейдлиц, Кейтель, крейцер, Лейбниц, Лейпциг, Мейсен, Нейман, Неймарк, прейскурант, Рейн, рейтузы, рейхсвер, рейхсрат, рейхстаг, Тангейзер, Фейербах, фейерверк, Фрейд, фрейлина, Цейс, цейтнот, цейхгауз, эдельвейс, Эйлер, Эйнштейн и др. На географических картах eu и äu передавались после согласных как ёй: Нёйштадт и т. п.
- В именах русского происхождения ja после согласных транслитерируется не как ья, а просто как я. Katja > Катя; Nadja > Надя; Nastja > Настя; Anja > Аня; Tanja > Таня; Tonja > Тоня; Sonja > Соня